# Mesobrochus lethaeus
Mesobrochus lethaeus is een fossiele soort schietmot uit de familie Polycentropodidae.